# Leonardo Donato
Leonardo Donà, or Donato (Venecia, 12 de febrero de 1536 – 16 de julio de 1612) fue el nonagésimo  Dux de Venecia, reinando desde el 10 de enero de 1606 hasta su muerte. Su gobierno es recordado especialmente por la disputa entre Venecia y el papado, cuya consecuencia fue el interdicto que decretó en 1606 el papa Paulo V contra la ciudad-estado. 

## Antecedentes
Hijo de Giovanni Battista Donato y Giovanna Corner, el futuro Dux nació en una familia de comerciantes. Gracias a su fino sentido de los negocios, fue capaz de convertir el patrimonio de su familia en una fortuna. 
Con la riqueza establecida, Donato comenzó su carrera pública, fungiendo sucesivamente como embajador en Constantinopla, podestà de Venecia, y como gobernador y procurador de San Marcos.
Luego prestó servicios como embajador veneciano ante la Santa Sede, época en la que residió en Roma. Su oposición a las ambiciones del papado lo llevó a enfrentarse al cardenal Borghese, futuro papa Paulo V. La postura incondicionalmente anti-papal de Donato produjo rumores sobre su condición de protestante en secreto, aunque los historiadores no han encontrado ninguna evidencia de ello.

## Periodo como dux
Donato pasó a ser uno de los candidatos a Dux luego de la muerte de Marino Grimani el 25 de diciembre de 1605. En la elección enfrentó a otros candidatos, incluido Marcantonio Memmo, quien luego le sucedería. Finalmente recibió el apoyo de ambos, resultando electo Dux el 10 de enero de 1606.
Donato heredó de Grimani un conflicto con el papado: entre 1601 y 1604, Venecia, bajo el liderazgo de Grimani, promulgó una serie de leyes limitando el poder del papado dentro de la república de Venecia, y derogando varios privilegios del clero. Esto llegó a un punto crítico a finales de 1605 cuando se acusó a dos sacerdotes como delincuentes comunes, negándoles inmunidad clerical para enfrentar los cargos  en las cortes seculares. El 10 de diciembre de 1605, dos semanas antes de la muerte de Grimani, el papa Paulo V envió una protesta formal a Venecia.
Poco después de su elección como Dux, Donato , aconsejado por Paolo Sarpi, rechazó la protesta del Papa. En consecuencia, en abril de 1606, Paulo V emitió un interdicto papal contra Venecia, excomulgando a toda la población. Aconsejado por Sarpi, Donato ordenó a todo el clero católico de Venecia ignorar el interdicto papal, y continuar ofreciendo la liturgia de la Misa, bajo pena de expulsión inmediata. El clero veneciano continuó oficiando la Misa, a excepción de los jesuitas, que abandonaron la ciudad-estadoen lugar de violar el decreto papal. No retornaron hasta 1655. Donati y Sarpi fueron además excomulgados en forma personal por Paulo V.

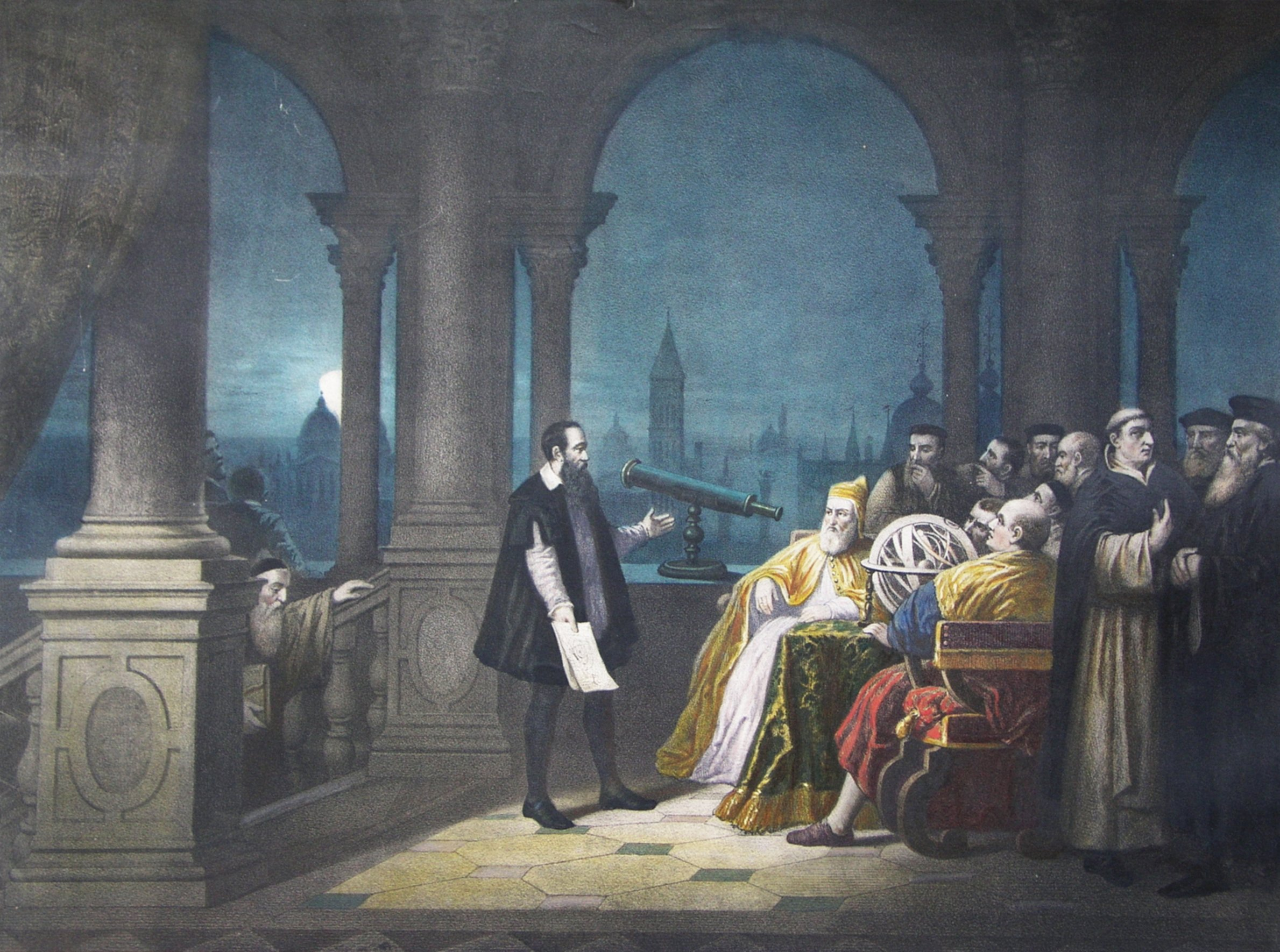
Pintura del con Galileo Galilei mostrando su telescopio a Leonardo Donato en 1609.

El reino de Francia actuó como mediador en la disputa. El 21 de abril de 1607 se alcanzó un acuerdo según el cual los dos presbíteros a quienes Venecia había acusado de criminales serían puestos bajo la custodia de Francia, y -a cambio- el papa derogaría el interdicto contra Venecia. El resto del reinado de Donato como Dux no mostró mayores sucesos.